# Peter Crest
Peter Crest är en bergstopp i Antarktis. Den ligger i Östantarktis. Australien gör anspråk på området. Toppen på Peter Crest är 1 600 meter över havet.
Terrängen runt Peter Crest är varierad. Trakten är obefolkad. Det finns inga samhällen i närheten.